# 陶晴賢
陶晴賢（1521年12月12日—1555年10月16日）日本室町時代、戰國時代武將，原名陶隆房，大內氏重臣，正室是內藤興盛孫女，被譽為「西國無雙的侍大將」。

## 出生
陶隆房生於大永元年（1521年）十一月十四日卯時。隆房（晴賢）長期被認為是陶興房的次男。然而，根據吉田兼右《兼右卿記》中的記錄，天文十一年（1542年）兼右在周防國下向時所寫的《防州下向記》表明，隆房是石見國守護代問田隆盛的同母弟，其生年月日也因此得以明確。由於隆房是問田興盛的同母弟，推測他的生父是問田興之，生母則是陶弘護的女兒，可能是陶興房的異母姐妹。
另外，陶興房有一個親生子陶興昌，但因為興昌在享祿二年（1529年）四月去世，因此普遍認為，由於興昌的去世，隆房作為興房的外甥被迎接為養子。

## 繼承家督
隆房成為養子的陶氏是周防國的戰國大名大內氏的庶家右田氏的分家，同時也是擔任周防國守護代的大內氏的重臣家族。少年時期，隆房以美男子而聞名，並因此受到大內義隆的寵愛和重用。此外，陶氏有代代家主從本家大內氏家主那裡獲得一個字的傳統，隆房在元服時接受了義隆的偏諱，名為隆房（弟弟隆信同樣如此）。
天文五年（1536年）六月之前，隆房從養父興房那裡繼承了家督；天文六年（1537年），隆房被授予從五位下的官位。天文八年（1539年），養父興房去世。

## 經歷

#### 大內氏家臣
天文九年（1540年），出雲國的尼子晴久攻打吉田郡山城，隆房受主君義隆之命，作為毛利元就的援軍，擔任總大將，並在天文十年（1541年）一月成功擊退尼子軍（第一次吉田郡山城之戰）。
天文十一年（1542年），隆房反過來進攻尼子領地，但在出雲遠征中的月山富田城之戰中（第一次月山富田城之戰），遭受重大敗北，並造成義隆養子大內晴持等眾多武將死傷。此後，義隆對軍事事務變得漠不關心，開始傾向於文化事務，這使得文治派的相良武任崛起，武斷派的隆房影響力下降，隆房與義隆關係也變得不和。
天文十二年（1543年）六月，隆房受命與河野氏交戰，重挫了河野氏與村上水軍，但也因此使村上武吉等人在後來的嚴島之戰中，投靠毛利元就。
天文十四年（1545年），隆房與武任的緊張關係變得更加嚴重。趁著義隆嫡子大內義尊誕生，隆房等人展開反擊導致武任等文治派失勢，武任剃髮後離開義隆，並前往肥後的本家避難，隆房也重新奪回大內家的主導權。
天文十七年（1548年），義隆被授予從二位，隆房則昇為從五位上。義隆命令隆房出征備後國，並與毛利元就等人攻擊神邊城（神邊合戰）。然而，同年義隆再次讓武任作為評定衆復職，文治派重新反攻，隆房再度被排除於大內家中樞之外。
天文十九年（1550年），隆房與內藤興盛等人結盟，企圖暗殺武任。然而，由於事前被察覺，隆房受到義隆的追問，失去了在大內家的地位。同年八月廿四日，隆房向毛利元就和毛利隆元、吉川元春寫了兩封密信，表示「與杉和內藤商量，希望廢除義隆，讓義尊繼承家督」，並尋求合作。這被視為隆房顯示謀反意圖的最初史料（吉川家文書）。

#### 謀反
天文十九年（1550年）二月，由於大友氏發生了二階崩之變，大友義鎮成為大友氏家督。隆房決定追逐主君大內義隆，並將義鎮的弟弟大友晴英立為大內氏家督，並取得了義鎮的同意。
天文二十年（1551年）一月，相良武任因擔心其與隆房的對立會受到義隆的追責，故向義隆提交了「相良武任申狀」。在該狀中武任控訴「陶隆房與內藤興盛謀反」，並將雙方對立的責任推給杉重矩。這也成為文治派支持義隆與武斷派隆房之間矛盾的轉折點。八月十日（9月10日），感到生命危險的武任逃離周防，雙方的關係徹底破裂。
天文二十年（1551年）八月廿八日（9月28日），隆房起兵攻擊山口，並於九月一日（9月30日）迫使義隆自盡。同時也殺害了義隆的嫡子義尊。隨後，隆房命令野上房忠攻打筑前國，並殺害武任及杉興運等人。叛變結束後，隆房還將杉重矩殺死。至於義尊的弟弟、義隆的次男問田亀鶴丸則因母方的祖父是內藤興盛，方得以獲救，逃過一劫。

#### 迎立大友晴英
天文二十一年（1552年）一月，在豐後國的大友館舉行了大友氏與大內氏的聯姻儀式。大友義鎮、田北鑑生、雄城治景、吉岡長增、臼杵鑑續、小原鑑元、志賀親守等人在大友館迎接，而大友晴英、大友清觀、伊勢六郎、陶隆房、杉隆相、飯田與永等人則到場參加。同年二月，大友晴英攜帶橋爪鑑實（美濃守）和吉弘大夫（右衛門）進入周防國。
隆房擁立義隆的養子大友晴英（豐後大友氏家督大友義鎮的異母弟，生母是大內義興的女兒，因此也是義隆的外甥）為大內氏新當主，並掌握了大內氏的實權。為了向內外示明迎接晴英作為君主的決心，隆房依循陶家代代從大內氏當主獲得一字拜領的慣例，向晴英請求獲得新的一字（「晴」字），並將名字改為晴賢（はるかた）。值得一提的是，大內晴英在翌年天文二十二年（1553年）改名為大內義長，之後晴賢的嫡男長房也接受了這個字。

#### 嚴島之戰
晴賢在掌握大內家實權後，仍與毛利元就表示友好，不過毛利元就卻採取消極的態度，終使兩方的同盟關係瓦解。
天文二十三年（1554年）晴賢出兵討伐石見國的吉見正頼（三本松城之戰）。由於主力軍集中在石見國，毛利元就趁機攻陷安藝國大內方的大部分城池（防藝引分）。晴賢也被迫採取應急措施，派遣宮川房長為大將的軍隊進攻安藝國，但在折敷畑之戰中遭遇大敗，安藝國隨之落入毛利家控制之下。
天文二十四年九月廿一日（1555年10月6日），晴賢親自率領兩萬至三萬的軍隊侵攻安藝嚴島，試圖攻略毛利方的宮尾城。然而，毛利軍的奇襲攻擊使其本陣遭到襲擊，結果敗北。此外，由於村上水軍在這場戰爭中支持毛利軍，大內水軍因而遭到擊敗，晴賢的退路也被切斷。在走投無路的情況下，晴賢選擇自盡，享年35歲。其遺體在櫻尾城進行首實檢後，安葬於洞雲寺。

#### 死後
晴賢去世後，居城富田若山城遭杉重輔（杉重矩之子）攻陷，晴賢的嫡長子長房及次子貞明也選擇自盡。自此，大內氏迅速衰退。弘治三年（1557年），大內氏被毛利元就攻滅。長房的長子鶴壽丸（據說是晴賢的末子）殉死，陶氏的嫡流徹底斷絕（防長經略）。

## 家系
- 父母
  - 父：問田興之
  - 母：陶弘護之女
  - 養父：陶興房
  - 養母：右田隆康之妹
- 兄弟
  - 兄：陶興昌
  - 弟：陶隆信
- 妻
  - 正室：大方(內藤興盛之孫女)
- 子
  - 嫡子：陶長房
  - 次子：陶貞明
  - 么子：鶴壽丸

## 登場作品
小說
- 大内義隆與陶晴賢（新人物往来社、山本一成著）
- 毛利元就與陶晴賢（新人物往來社、山本一成著）
- 惡名殘存（KADOKAWA、吉川永青（日语：吉川永青）著）

影視劇
- 鶴姬傳奇（日语：鶴姫伝奇 -興亡瀬戸内水軍-）（1993年、NTV、演：隆大介）
- 毛利元就（1997年、NHK大河劇、演：陣内孝則）

## 出處
1. ↑  和田秀作（2020）
2. ↑  中司健一（2023）
3. ↑  中司健一（2023）P.51
4. ↑  福尾猛市郎（1959）
5. ↑  『毛利戦記』学習研究社〈歴史群像シリーズ49〉、1997年
6. ↑  『大分縣史 中世篇3』（1987）